# بازر صخره
بازر صخره (به عربی: بازر الصخرة) یک شهرداری در الجزایر است که در استان سطیف واقع شده‌است.